# Georg von Schaumberg
Pour les articles homonymes, voir Schaumberg.
Georg von Schaumberg (né en 1390 à Mitwitz, mort le 4 février 1475) est prince-évêque de Bamberg de 1459 à sa mort.

## Biographie
Georg von Schaumberg appartient à la maison de Schaumberg (de). Elle comprendre aussi Pierre de Schaumberg, évêque du diocèse d'Augsbourg de 1424 à 1469, Martin von Schaumberg, évêque du diocèse d'Eichstätt de 1530 à 1560 et Wandula von Schaumberg (de), abbesse de l'abbaye d'Obermünster de 1536 à 1545.
Au moment de l'élection de Georg von Schaumberg, le pape est Pie II et l'empereur Frédéric III.
Contrairement aux temps de paix de ses prédécesseurs, Georg von Schaumberg connaît un conflit armé avec le principauté épiscopale de Wurtzbourg et Albert III Achille de Brandebourg.
En 1461 est imprimé, à Bamberg, le premier livre en langue allemande, par Albrecht Pfister qui est aussi secrétaire auprès de l’évêque.
Le cloître du monastère dominicain de Bamberg (de) est bâti pendant son épiscopat. Il rachète le château de Veldenstein (de), mis en gage auparavant ; son successeur Philippe d'Henneberg (1475-87) agarandit le château qui prend approximativement sa taille actuelle, et s'en sert comme résidence.
Il est enterré dans le chœur occidental de la cathédrale de Bamberg. La plaque métallique grave est une œuvre de Hermann Vischer l'Ancien, père de Peter Vischer l'Ancien.